# Марса (футбольный клуб, Мальта)
«Марса» (мальт. Marsa) — мальтийский футбольный клуб из одноимённого города на юго-востоке страны. Выступает в чемпионате Мальты. Домашней ареной служит стадион «Луксол», вмещающий 800 зрителей.

## История
Клуб «Марса Юнайтед» был основан в 1920 году и сразу начал выступать в чемпионате Мальты. Дебютный турнир клуб завершил на втором месте, уступив титул «Флориане». До начала Второй мировой войны «Марса» сыграла в 6 из 21 сезонов. В 1956 и 1958 годах команда становилась победителем второго по силе дивизиона.
Повторить успех своего дебютного турнира «Марсе» удалось в розыгрыше сезона 1970/71, когда клуб уступил в решающем матче «Слиме Уондерерс». Данный успех позволил клубу сыграть в розыгрыше Кубка УЕФА, где мальтийцы уступили по сумме двух матчей итальянскому «Ювентусу» (0:11). В 1971 году «Марса» также сыграла в товарищеских матчах с английским «Вулверхэмптон Уондерерс» (1:5) и югославским «Железничаром» (0:1).
Клуб продолжал играть в высшей лиге до 1981 года, после чего вернулся туда на один сезон 1984/85. В следующий раз в элиту мальтийского футбола «Марсе» удалось попасть спустя 15 лет — в 2001 году, однако отыграв два сезона «Марса» опять получила понижение в классе. В последний раз на высшем уровне клуб играл в сезоне 2006/07.
С тех пор команда беспрерывно играет в низших лигах мальтийского футбола. Сезон 2020/21 «Марса» завершила на первом месте во втором дивизионе, однако из-за пандемии COVID-19 в соревновании не было сыграно 75 % игр и Футбольная ассоциация Мальты приняла решение не производить для команд повышение в классе. После окончания сезона президент клуба Рамон Гусман сложил свои полномочия, а на его место встал Франческо Руджери. В следующем году команда также претендовала на повышение, но несмотря на удачное выступление по ходу турнира игроки «Марсы» жаловались на невыплату им заработной платы. Во время матча 27 февраля 2022 года против «Пьеты Хотспурс» вратарю «Марсы» Дориану Бугехи была показана красная карточка, после чего тот нанёс удар с ноги в живот официальному представителю Митчелу Спитери. За этот поступок Бугеха был дисквалифицирован на три года, а клуб был лишён двух очков.
В текущем сезоне 2023/24 клуб занимает 3 место.
В стан национальной сборной Мальты из «Марсы» вызывались Рэй Велла, Джо Фарруджа и Чарльз Бринкэт. Одним из самых известных игроков «Марсы» был нападающий Фредди Абела родившийся в 1937 году. На игрока претендовали «Слима Уондерерс» и «Хамрун Спартанс», однако в 1960 году он предпочёл эмигрировать в Австралию, где играл за «Джордж Кросс» из Мельбурна. 24 июня 2014 года во время тренировки скончался 24-летний игрок клуба Бэзил Чибуезе.

## Главные тренеры
- Винчи Лучио (1971)
- Красимир Манолов (июль 1992 — июнь 1993)
- Эдсон Силва (2001)
- Эдмонд Луфи (ноябрь 2006 — июнь 2007)
- Майкл Молзан (июль 2007 — июнь 2008)
- Дэвид Каработт (ноябрь 2014)
- Роберт Магро (июль 2017 — сентябрь 2019)
- Борислав Герев (август 2018 — январь 2019)
- Хосе Борг (октябрь 2019 — июнь 2020)
- Иван Заммит (июнь 2020 — июнь 2021)
- Винченцо Потенца (июнь 2021 — июнь 2022)
- Иван Каша (июль 2022 — февраль 2023)
- Массимилиано Де Джироламо (июль — сентябрь 2022)
- Ороско Анонам (с июля 2023 года)

## Последние результаты
| Сезон   | Див. | Место | Кубок |
| ------- | ---- | ----- | ----- |
| 2011/12 | IV   | 13    | 1/64  |
| 2012/13 | IV   | 4     | 1/64  |
| 2013/14 | III  | 9     | 1/32  |
| 2014/15 | III  | 11    | 1/32  |
| 2015/16 | III  | 1     | 1/32  |
| 2016/17 | II   | 12    | 1/8   |
| 2017/18 | II   | 11    | 1/32  |
| 2018/19 | II   | 14    | 1/16  |
| 2019/20 | III  | 1     | 1/32  |
| 2020/21 | II   | 1     | 1/8   |
| 2021/22 | II   | 4     | 1/16  |
| 2022/23 | II   | 8     | 1/32  |
| 2023/24 | II   | идёт  | 1/16  |